# Сахарная промышленность Никарагуа
Сахарная промышленность Никарагуа исторически является одной из значимых отраслей экономики Никарагуа.

## История
После заключения в 1850 году между Великобританией и США «договора Клейтона — Булвера» начинается интенсивное проникновение в Никарагуа иностранного капитала, прежде всего — из США. Процесс активизировался в 1855 - 1856 гг. (когда власть в Никарагуа захватил У. Уокер) и в период с 1867 по 1893 годы (когда власть в Никарагуа находилась в руках партии консерваторов, которые выражали интересы крупных землевладельцев и ориентировались на США) - до 1870-х годов наиболее влиятельными были скотоводы, впоследствии — производители кофе.
По состоянию на 1892 год, основными экспортными товарами страны являлись кожи и шкуры крупного рогатого скота, кофе и ценные породы дерева. Сахарный тростник выращивался потомками европейских колонистов, но не входил в число основных экспортных культур.
С начала XX века страна фактически превратилась в колонию США, её экономика была подчинена интересам крупных американских корпораций и кредитно-финансовых институтов. Кроме того, в период с 1912 до 1925 года и с 1926 по 1933 год Никарагуа была оккупирована войсками США.
Мировой экономический кризис 1929—1933 годов серьёзно обострил проблемы экономики Никарагуа (в 1928 - 1932 гг. объём экспорта сократился на 62%, цены на кофе и бананы упали до исторического минимума).
В 1934 году, после убийства А. Сандино в стране была установлена диктатура семейства Сомоса. В 1936 году А. Сомоса предоставил компаниям США дополнительные льготы.
Во второй половине 1930х годов Никарагуа являлась отсталой сельскохозяйственной страной, специализировавшейся на производстве кофе и бананов, при этом значительную часть продовольствия для внутреннего потребления импортировали из США. Сахарный тростник в это время выращивали в западной части страны.
После начала Второй мировой войны влияние европейского капитала на экономику Никарагуа существенно уменьшилось, а влияние США — напротив, начало всё более возрастать. После 1945 года площади занятые под сахарным тростником стали увеличивать, но так как из-за длинного сухого сезона посевы тростника требовали искусственного орошения (что было связано с большими затратами), расширение плантаций проходило медленно.
В начале 1950х годов Никарагуа по-прежнему являлась отсталой сельскохозяйственной страной, специализировавшейся на производстве кофе и бананов, но в связи с сокращением объемов выращивания и экспорта бананов значение сахарного тростника увеличилось. В 1950 году сбор сахарного тростника составил 33 тыс. тонн, его перерабатывали на нескольких заводах в городах Чинандега, Леон и Гранада. Основным центром производства сахара был город Чинандега (здесь находился крупный сахарный завод "Сан-Антонио"), остальные заводы в городах Леон и Гранада были мелкими.
В 1956 году производство сахара составило 38 тыс. тонн.
После победы Кубинской революции в январе 1959 года США прекратили сотрудничество с правительством Ф. Кастро и стремились воспрепятствовать получению Кубой помощи из других источников. Власти США ввели санкции против Кубы (в частности, уже 6 июля 1960 года правительство США приняло закон о сокращении импорта кубинского сахара в США). Кроме того, США поставили перед Канадой, другими странами-союзниками по блоку НАТО и Японией вопрос о «солидарных действиях в отношении Кубы» (которые включали сокращение закупок кубинского сахара). В результате, площади под сахарным тростником и объёмы производства сахара в Никарагуа увеличились. В 1960 году в Никарагуа произвели 65 тыс. тонн сахара, из которых 25 тыс. тонн было экспортировано (примерно поровну в США и Японию). Почти весь производимый в стране сахар в это время был неочищенным, сахар-рафинад стоил дорого и был доступен только зажиточным слоям населения.
13 декабря 1960 года Сальвадор, Гватемала, Гондурас, Коста-Рика и Никарагуа подписали соглашение о создании организации «Центральноамериканский общий рынок» с целью ускорить экономическое развитие путём объединения материальных и финансовых ресурсов, устранения торгово-таможенных ограничений и координации экономической политики. В 1961 году производство составило 70,4 тыс. тонн сахара-сырца.
В декабре 1968 года была создана международная организация стран-производителей сахара (International Sugar Organization), участником которой стала Никарагуа.
По состоянию на начало 1970х годов, Никарагуа оставалась экономически отсталой аграрной страной со слаборазвитой промышленностью. Основными экспортными товарами являлись хлопок (22,2% от стоимости экспорта 1971 года), кофе (15,7% от стоимости экспорта 1971 года), тростниковый сахар (6,2% от стоимости экспорта 1971 года), бананы, кунжут, какао и табак. 
После победы Сандинистской революции 19 июня 1979 года правительство страны приняло закон о национализации собственности семейства Сомоса, и к 16 октября 1979 года все их плантации были национализированы, часть земель была сразу же передана крестьянам, тем самым снизив «земельный голод» в стране. В том же 1979 году был создан институт аграрной реформы (INRA) и началась подготовка к проведению аграрной реформы.
В феврале 1981 года правительство Р. Рейгана официально объявило о прекращении всех форм экономической помощи Никарагуа. В апреле 1981 года США на 90% сократили квоты на импорт никарагуанского сахара.
В июле 1981 года был принят закон о проведении аграрной реформы (декрет № 782 от 19 июля 1981 года), о экспроприации плохо используемых или пустующих земельных участков площадью свыше 350 га на Тихоокеанском побережье и свыше 1000 га — в иных районах страны. В сентябре 1981 года был принят закон о сельскохозяйственных кооперативах.
В апреле 1981 года было подписано соглашение о экономическом сотрудничестве между Никарагуа и Кубой, в соответствии с которым Куба оказала помощь в строительстве крупнейшего в стране агропромышленного комплекса по переработке сахарного тростника в районе Малакатойя - Типитапа. В дальнейшем, в конце декабря 1981 года было подписано никарагуанско-кубинское соглашение о сотрудничестве на 1981-1984 годы.
В 1984 году началось выполнение следующего этапа аграрной реформы, в соответствии с которым на территории страны предполагалось создать шесть крупных агропромышленных комплексов (комплекс по выращиванию основных зерновых культур, комплекс по производству сахара, комплекс по производству табака, комплекс по производству какао, молочный комплекс, а также комплекс по выращиванию африканской пальмы).
- в ходе выполнения этого плана при помощи кубинских специалистов был построен крупнейший в Центральной Америке агропромышленный комплекс Типитапа - Малакатойя мощностью 110 тыс. тонн сахара-сырца и 45 тыс. тонн патоки в год[17].

В дальнейшем, в условиях организованной США экономической блокады и начавшихся боевых действий против "контрас" положение в экономике осложнилось. С целью обеспечения независимости Никарагуа от импорта продовольствия при помощи СССР, Кубы и других социалистических стран в 1980-е годы началась диверсификация сельского хозяйства. Основными экспортными товарами стали хлопок, кофе и мясо; развитие консервной, кондитерской и других отраслей пищевой промышленности привело к увеличению внутреннего потребления сахара. В середине 1980-х годов Никарагуа превратилась в аграрно-индустриальную страну (уже в 1985 году промышленность составляла 27 % от ВВП страны, а сельское хозяйство — 23 %).
25 февраля 1990 года президентом страны стала Виолета Барриос де Чаморро, при поддержке США начавшая политику неолиберальных реформ, в результате которых в стране начался экономический кризис, сопровождавшийся деиндустриализацией (уже к 1994 году доля сельского хозяйства увеличилась до 32,8% ВВП, промышленности - сократилась до 17,3% ВВП).
3 сентября 1995 года Никарагуа вступила во Всемирную торговую организацию. К началу 2000-х годов ситуация в экономике стабилизировалась. Никарагуа вновь превратилась в аграрную страну, основой экономики которой стало сельское хозяйство, а основными экспортными товарами - кофе, хлопок, сахар, бананы, древесина (в том числе, ценных пород) и золото.
В сентябре 2007 года значительный урон экономике страны нанёс ураган "Феликс". Тем не менее, в 2007 году было произведено 2,42 млн. тонн сахара.

## Современное состояние
По состоянию на 2010 год Никарагуа являлась сельскохозяйственной страной, главными экспортными культурами которой были кофе, сахарный тростник, арахис, кунжут, табак и бананы. Сахарный тростник являлся второй по значимости экспортной культурой после кофе (в 2009 году в стране было собрано 5,09 млн. тонн тростника, из которых 3,66 млн. тонн было использовано для производства сахара, а 1,4 млн. тонн - для производства этилового спирта). Отходы сахарной промышленности используются в качестве корма для свиней и крупного рогатого скота, а также в качестве топлива.
Основным районом выращивания и переработки сахарного тростника является Тихоокеанский регион страны (в первую очередь, департамент Чинандега).